# Conta poupança médica
Uma conta poupança médica (HSA) é uma conta na qual podem ser depositados valores de renda com imposto diferido. Os valores são geralmente chamados de contribuições e podem ser feitos por um trabalhador, um empregador ou ambos, dependendo das leis do país.
O dinheiro nessas contas deve ser usado para pagar despesas médicas. As retiradas da conta, geralmente chamadas de distribuições, se feitas por esse motivo, podem ou não estar sujeitas ao imposto de renda. Os saques sem a documentação adequada de uso para despesas médicas estão sujeitos a penalidades.

## Na China
Em dezembro de 1994, a República Popular da China iniciou um estudo piloto de contas poupança médica nas cidades de Zhenjiang e Jiujiang. A China planejou expandir o programa.

## Estados Unidos
Os Estados Unidos têm dois programas de conta de poupança médica:
- Conta poupança médica (iniciada em 1993, ainda predominante na Califórnia)
- Conta poupança de saúde (criada em 2003, substitui as MSAs, mais amplamente disponível)

## Em Singapura
O Medisave foi introduzido em abril de 1984 como um sistema nacional de poupança médica em Singapura. Ele permite que os singapuranos reservem parte de sua renda em uma conta Medisave para atender a futuras hospitalizações pessoais ou de familiares imediatos, cirurgias diárias e determinadas despesas ambulatoriais.
De acordo com esse sistema, os funcionários de Singapura contribuem com 6% a 8% (dependendo da faixa etária) de seus salários mensais para uma conta pessoal do Medisave. A poupança pode ser sacada para pagar as contas hospitalares do titular da conta e de seus familiares imediatos.
A poupança médica foi apresentada pela primeira vez ao mundo como um método alternativo de financiamento do sistema nacional de saúde no esquema Medisave de Singapura, já na década de 1980. Isso se baseou na preocupação com o aumento das taxas de envelhecimento da população e com os métodos atuais de pagamento público para a saúde por meio de impostos ou seguros, uma vez que esses sistemas de financiamento de pagamento conforme o uso resultam em impostos ou prêmios anuais mais altos. Esses sistemas são insustentáveis diante do rápido envelhecimento da população e da futura redução da base de jovens.
Recentemente, essas economias médicas foram usadas para pagar o financiamento da assistência médica devido às exigências de gastos emergenciais decorrentes da pandemia e, portanto, para evitar o financiamento do déficit pelo governo.